# Gibson ES-330
La Gibson ES-330 es una guitarra eléctrica de caja hueca de línea delgada producida por Gibson Guitar Corporation. Fue introducida por primera vez en 1959.
Aunque de aspecto parecido a la popular guitarra Gibson ES-335, la ES-330 es bastante diferente: la 330 es una guitarra de línea delgada totalmente hueca, no una guitarra semi- hueca con un bloque central. Además, el modelo 330 tiene dos pastillas P-90 de una sola bobina, en contraste con las dos pastillas humbuckers en la 335. 
El cuello de la 330 originalmente se unía al cuerpo en el traste 16, no en el 19, como en el modelo 335. En 1967/1968, Gibson lo cambió para que se uniera a la altura del 19º traste. La reediciones más actuales de este modelo de Gibson se denominan ES-330L, para destacar el aspecto más largo ('L') del cuello, mientras que las ediciones de la 330 anteriores a 1968 tienen la unión a la altura del 16º traste como lo habrían hecho originalmente. Hay que tener en cuenta que la longitud de la escala de ambos modelos (16 trastes y 19 trastes) es la misma, sólo el cuerpo es diferente (el modelo de 16 trastes tiene las curvas de ataque superiores marcadamente más altas y, por lo tanto, más área del cuerpo hueco). 
Esta guitarra se ha fabricado como un instrumento de una sola pastilla (ES-330T) y como un instrumento doble pastilla (ES-330TD). De manera algo inusual, la ES-330T tenía su pastilla montada a medio camino entre el puente y el extremo del cuello, no en una de las posiciones habituales del cuello o del puente. Ha estado disponible en acabados sunburst, cereza, natural, nogal y burdeos brillante. En el extremo de la caja se encuentran puentes flotantes trapezoidales o vibrato de palanca tipo Bigsby. Debido a su falta de popularidad en comparación con otros modelos de guitarras final (como la ES-335, ES-345 y ES-355), Gibson descontinuó el modelo ES-330 en 1972. Desde entonces, ha sido reeditado varias veces por la división Gibson Custom Shop. 
Guitarristas famosos que tocaron con la ES-330 incluyen a Emily Remler, BB King, Slim Harpo, Grant Green, William Reid, Roky Erickson, Gilberto Gil, Chris Bell, Brian Jones y Brad Simpson de The Vamps. 
Hay que destacar que la Gibson ES-330 tiene una prima casi idéntica, la Epiphone Casino (Epiphone era y es una subsidiaria de Gibson), que fue usada particularmente por los Beatles John Lennon, George Harrison y Paul McCartney, y Keith Richards de los Rolling Stones. 